# Sclaveni

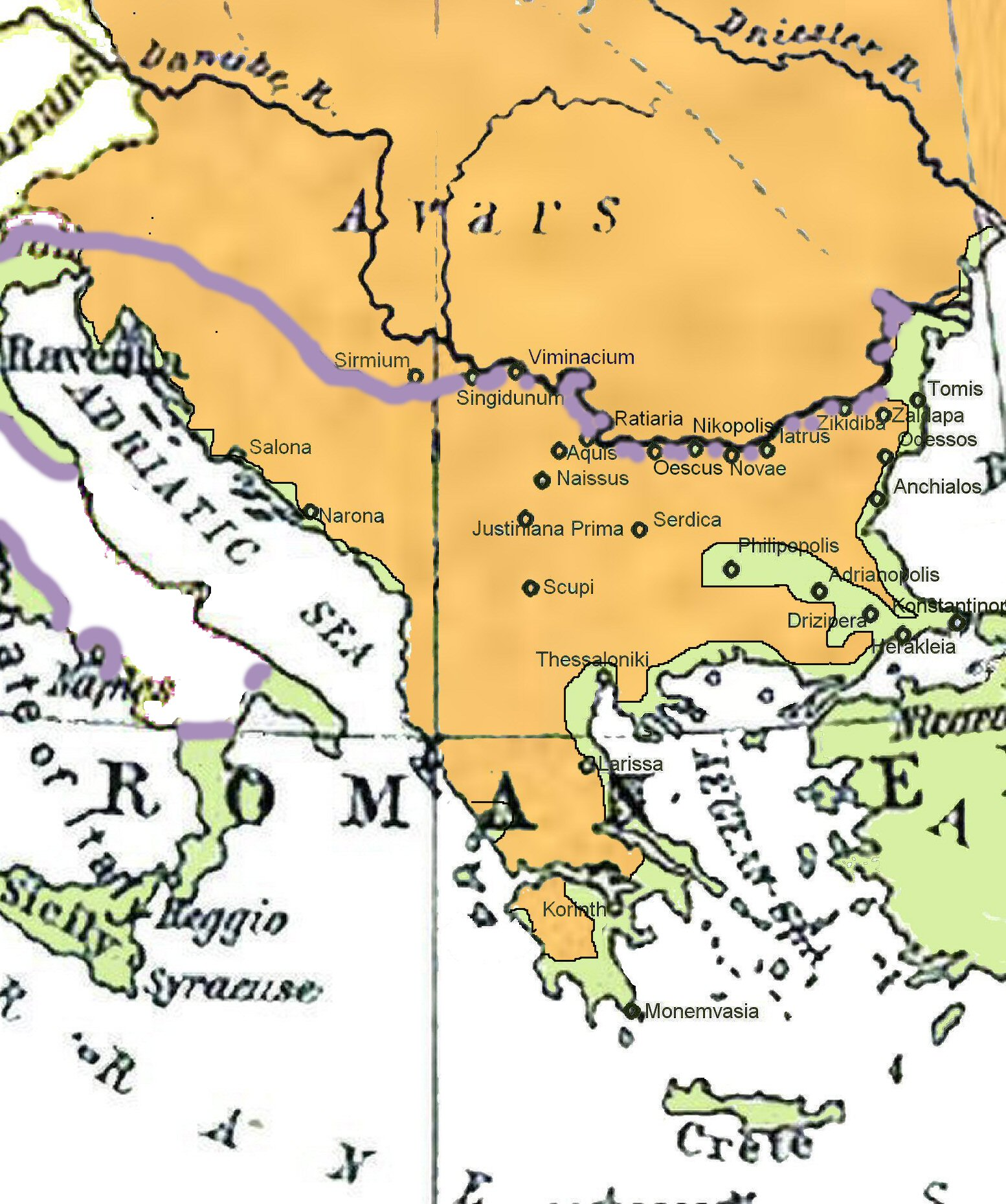
Tribù slave del sud (arancione) nei Balcani del VII secolo; le frontiere formali dei territori bizantini sono segnate in viola, le aree effettivamente rimaste alle popolazioni romane e greche sono indicate in verde.

Gli Sclaveni (in latino) o Sklavenoi (in greco) erano antiche tribù degli slavi meridionali che invasero, razziarono e si insediarono nei Balcani nell'Alto Medioevo. Sono stati menzionati dai primi cronisti bizantini come barbari essendo apparsi ai confini bizantini insieme agli Anti, un altro gruppo slavo. Gli Sclaveni si differenziavano dagli Anti (slavi dell'est) e dai Venedi (slavi dell'ovest), tuttavia vennero descritti come loro parenti. Alla fine, la maggior parte delle tribù slave del Sud accettarono la sovranità dei Bizantini e passarono sotto la loro influenza culturale. Il termine, insieme con il termine Sklavinia ("terra slava") è stato ampiamente utilizzato fino all'emergere di nomi tribali separati, a partire dal X secolo.

## Terminologia
I Bizantini raggruppavano le numerose tribù slave che vivevano in prossimità dell'Impero Romano d'Oriente in due gruppi: gli Sclaveni e gli Anti Gli Sclaveni vennero chiamati con questo termine da Procopio e col termine Sklavi da Giordane e dallo Pseudo Maurizio (in lingua greca Σκλάβηνοι - Sklábēnoi, Σκλαύηνοι - Sklaúēnoi, o Σκλάβινοι - Sklábinoi, in latino Sclaueni, Sclavi, Sclauini o Sthlaueni). Il termine di derivazione greca Sklavinia(i) (in greco Σκλαβινίαι e in latino Sclaviniae) era usato per indicare le terre occupate dalle tribù slave in Macedonia e nel Peloponneso. Questi insediamenti slavi erano inizialmente fuori del controllo bizantino e indipendenti. Dopo l'800, tuttavia, il termine si riferì anche in modo specifico ai coloni militari itineranti che s'insediavano come alleati nei territori dell'Impero Bizantino. Insediamenti militari slavi apparvero nel Peloponneso, in Asia Minore e in Italia.

## Storiografia bizantina
Procopio diede i maggiori dettagli sugli Sclaveni e gli Anti. Gli Sclaveni sono menzionati anche da Giordane (floruit 551), Pseudo-Cesareo (560), Menandro (metà del VI secolo) e dallo Strategikon di Maurizio (tardo VI secolo), ecc.

## Storia

### VI secolo

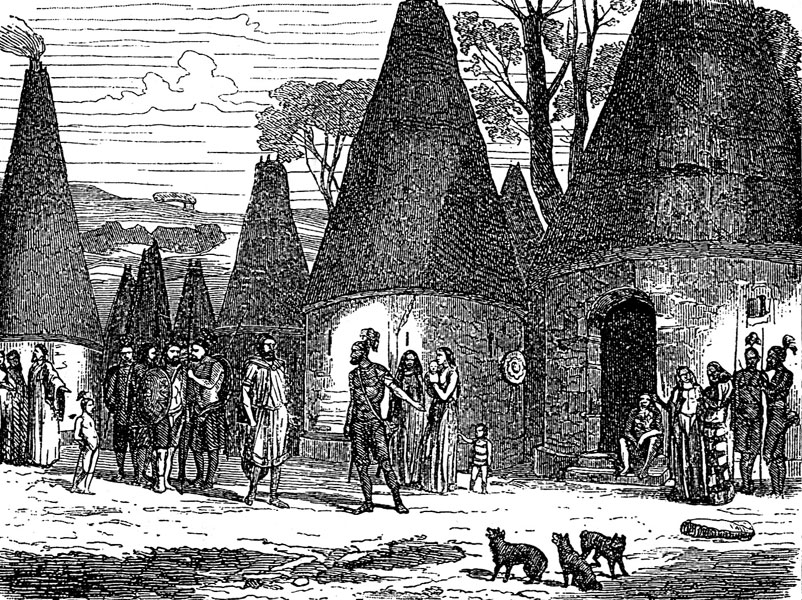
Sclaveni tra il Danubio e le montagne dei Balcani.

Le prime incursioni slave a sud del Danubio vennero menzionate da Procopio, che scrisse di un attacco degli Anti, "che abitavano vicini agli Sclaveni", probabilmente nel 518. Lo studioso Michel Kazanski identificò la cultura di Praga e il gruppo di Sukow-Dziedzice come culture archeologiche degli Sclaveni e la cultura di Penkovka con gli Anti. Sembra che negli anni 530 l'imperatore Giustiniano avesse usato il divide et impera, visto che Sclaveni e Anti sono menzionati come in lotta tra di loro.
Gli Sclaveni sono menzionati per la prima volta, nel contesto delle politiche militari, alla frontiera del Danubio, dell'imperatore bizantino Giustiniano (regnante dal 527 al 565). Nel 537, 1 600 cavalieri, per lo più sclaveni e anti, vennero inviati in Italia, da Giustiniano, in soccorso di Belisario. Tra il 533-534 e il 545 (probabilmente prima dell'invasione degli Unni del 539-540), vi fu un conflitto tra Anti e Sclaveni in Europa orientale. Procopio scrisse che i due "divennero ostili, l'uno contro l'altro, e si sfidarono in battaglia" fino alla vittoria degli Sclaveni. Il conflitto fu aiutato, o innescato, probabilmente dai bizantini. Nello stesso periodo gli Anti fecero delle incursioni nella diocesi di Tracia. I bizantini reclutarono mercenari, da entrambe le tribù, per usarli contro gli Ostrogoti. Le due tribù erano in pace nel 545. In particolare, uno dei Anti catturati affermò di essere il generale bizantino Chilbudio (ucciso nel 534 dai barbari sul Danubio), che sarebbe stato venduto agli Anti e liberato. Tornato dai suoi, egli rivelò la sua vera identità, ma sotto la pressione della sua stessa tribù, continuò a sostenere di essere Chilbudio. Gli Anti sono citati per l'ultima volta nel 545, come belligeranti contro i bizantini, e gli Sclaveni continuarono a razziare i Balcani. Gli Anti divennero alleati dei bizantini a seguito di un trattato del 545. Tra il 545 e il 549, gli Sclaveni si spinsero ripetutamente in profondità nel territorio bizantino. Nel 547, 300 Anti combatterono contro gli Ostrogoti in Lucania. Nell'estate del 550, gli Sclaveni giunsero vicini a Niš e vennero visti come un grande pericolo, tuttavia, il loro intento di catturare Tessalonica e i suoi dintorni venne vanificato da Germano. Successivamente, per un anno, gli Sclaveni operarono in Dalmazia "come se fossero nella loro terra". Passarono poi a razziare l'Illirico e tornarono nelle loro terre con un ricco bottino. Nel 558 gli Avari giunsero alle steppe del mar Nero e sconfissero gli Anti tra il Dnepr e il Dnestr. In seguito gli Avari si allearono con gli Sclaveni.
A Daurenzio (fl. 577–579), il primo capo slavo registrato per nome, venne inviata un'ambasciata dagli Avari per richiedere loro di accettare la sovranità degli Avari e rendere loro omaggio, poiché essi erano a conoscenza che gli Slavi avevano accumulato grande ricchezza dopo aver ripetutamente saccheggiato i Balcani. Gli inviati riferirono che Daurenzio aveva detto: "Gli altri non conquistarono la nostra terra, noi abbiamo conquistato la loro [...] in modo che devono essere sempre per a noi soggetti", e aveva ucciso gli inviati. Baian realizzò delle campagne (nel 578) contro la gente di Daurenzio, con l'aiuto dei bizantini, e mise a ferro e fuoco diversi loro insediamenti, anche se questo non pose termine alle incursioni degli slavi all'interno dell'Impero. Nel 578, un grande esercito di Sclaveni devastò la Tracia ed altre aree. Negli anni 580, gli Anti vennero corrotti per attaccare gli insediamenti Sclaveni.
Nel 581, Giovanni da Efeso scrisse: "la gente maledetta degli Slavi ha saccheggiarono tutta la Grecia, le regioni circostanti Tessalonica e la Tracia, prendendo molte città e castelli, devastando, bruciando, saccheggiando e rapinando l'intero paese." Tuttavia, Giovanni aveva esagerato l'intensità della incursioni degli slavi in quanto era influenzato dal suo isolamento a Costantinopoli dal 571 al 579. Inoltre, percepì gli Slavi come uno strumento di Dio per punire i persecutori dei monofisiti. Nel 580, quando le comunità slave sul Danubio divennero più grandi e più organizzate e gli Avari esercitarono la loro influenza, le incursioni sempre più pesanti diedero vita a degli insediamenti permanenti. Nel 586 riuscirono a razziare Peloponneso, Attica ed Epiro, risparmiando solo la parte orientale del Peloponneso, che era montuosa e inaccessibile. Nel 586, ben 100 000 guerrieri slavi invasero Tessalonica. L'ultimo tentativo di ripristinare il confine settentrionale avvenne nel 591-605, quando la fine del conflitto con la Persia permise all'imperatore Maurizio di trasferire le unità a nord. Tuttavia egli venne deposto dopo una rivolta militare nel 602 e la frontiera danubiana crollò 15 anni dopo (vedi campagne balcaniche dell'imperatore Maurizio).

### VII secolo
Nel 602, gli Avari attaccarono gli Anti; questa è l'ultima menzione degli Anti nelle fonti storiche. Nel 615, durante il regno di Eraclio I (610-641), tutti i Balcani vennero considerati Sklavinia – abitati o sotto il controllo degli slavi. Chatzon condusse un attacco slavo su Tessalonica in quell'anno. Gli slavi chiesero aiuto agli Avari, cosa che portò ad un assedio senza successo a Tessalonica nel 617. Nel 626, Sasanidi, Avari e Slavi unirono le loro forze per assediare Costantinopoli senza successo. Durante lo stesso anno, gli Sclaveni usarono le loro canoe per trasportare 3 000 uomini degli alleati Sasanidi attraverso il Bosforo, come questi avevano promesso al khagan degli Avari. Nel 630, gli Sclaveni tentarono nuovamente di prendere Tessalonica. La storiografia tradizionale, basata sul De administrando imperio sostiene che la migrazione di Serbi e Croati nei Balcani fu parte di una seconda ondata slava, durante il regno di Eraclio.
Costante II conquistò la Sklavinia nel 657–658, "catturando molti e sottomettendoli", e li trasferì in Asia Minore; nel 664-665, 5 000 di questi si unirono ad Abdulreman ibn Khalid. Perbundos, il capo dei Rhynchinoi, una potente tribù stanziata nei pressi di Tessalonica, aveva in programma un assedio di questa città, ma fu imprigionato e poi giustiziato dopo la fuga dal carcere: a quel punto Rhynchinoi, Strymonitai e Sagoudatai fecero causa comune, si sollevarono e assediarono Tessalonica per due anni (676-678).
Giustiniano II (685-695) trasferì 30 000 slavi dalla Tracia all'Asia Minore, nel tentativo di rafforzare la forza militare. Tuttavia, la maggior parte di essi, con il loro capo Nebulo, disertarono nei confronti degli arabi alla battaglia di Sebastopoli nel 692.

### VIII secolo
Sotto Costantino V (741-775), nel 758, alcune campagne militari in Grecia settentrionale richiesero il trasferimento di slavi per far fronte ad una aggressione dei Proto-bulgari, cosa che si ripeté anche nel 783. Questi, nel 773, avevano tagliato la via di comunicazione nella valle del Vardar tra la Serbia e i bizantini, ma vennero sconfitti nella battaglia di Litosoria, dopo che l'imperatore Costantino V (741-775) era venuto a conoscenza delle loro intenzioni. Nel 783, una grande rivolta slava ebbe luogo nell'impero bizantino, estendendosi dalla Macedonia al Peloponneso, successivamente sedata dal patrikios bizantino Stauracio (fl. 781-800). La Dalmazia, abitata dagli Slavi all'interno, a quell'epoca aveva importanti relazioni con i bizantini. Nel 799, Acamero, un arconte slavo, partecipò alla cospirazione contro l'imperatrice Irene d'Atene.

## Rapporti tra gli Slavi e Bisanzio
Le fonti letterarie bizantine (ad esempio Giovanni da Efeso, ecc.) menzionano gli Slavi che facevano scorrerie in zone della Grecia negli anni 580. Secondo fonti posteriori, come I Miracoli di San Demetrio, Drougoubitai, Sagoudatai, Belegezitai, Baiounetai e Berzetai assediarono Tessalonica nel 614-616. Tuttavia, quest'evento particolare ebbe in realtà rilevanza locale. Anche uno sforzo combinato di Avari e Slavi due anni dopo non riuscì a catturare la città. Nel 626, un'armata composta di Avari, Bulgari e Slavi assediò Costantinopoli. L'assedio fu rotto, cosa che ebbe ripercussioni sulla potenza e sul prestigio del khanato degli Avari. La pressione slava su Tessalonica declinò dopo il 617/618, fino ad un nuovo attacco da parte di una coalizione di Rynchinoi, Sagoudatai, Drougoubitai e Stroumanoi. Questa volta, i Belegeziti (noti anche come Velegeziti) non parteciparono, anzi, rifornirono i cittadini assediati con granaglie. Sembra che gli slavi si siano stabiliti dove già si trovavano dei loro insediamenti, e probabilmente si mescolarono successivamente con le popolazioni locali di stirpe greca formando "comunità slavo-bizantine". Il processo fu stimolato dalla conversione delle tribù slave dei Balcani al cristianesimo ortodosso nello stesso periodo.
Un gran numero di fonti medievali attesta la presenza di Slavi in Grecia. Nel 732, durante il suo viaggio verso la Terrasanta, Villibaldo di Eichstätt "raggiunse la città di Malvasia, nella terra di Slavinia". Questo particolare passo della Vita Willibaldi è interpretato come un’indicazione di una presenza slava nell'interno del Peloponneso. Riferendosi alla peste del 744-747, Costantino VII scrisse durante il X secolo che "l'intero paese [del Peloponneso] era slavizzato". Un'altra fonte per questo periodo, la Cronaca di Monemvasia, parla di Slavi che la facevano da padroni nel Peloponneso occidentale, ma quello orientale, assieme ad Atene, era rimasto in mani bizantine in tutto questo periodo. L'affidabilità di queste fonti è tuttavia dibattuta: ad esempio, mentre lo studioso Peter Charanis crede che la Cronaca di Monemvasia sia un resoconto affidabile, altri sottolineano che avrebbe grandemente sopravvalutato l'impatto delle scorrerie slave ed avare in Grecia in questo periodo.
Max Vasmer, un prominente linguista e studioso di indoeuropeo, dà credito ai resoconti medievali elencando 429 toponimi di origine slava nel solo Peloponneso. Fino a che punto la presenza di questi toponimi rifletta dei compatti insediamenti slavi è materia di dibattito e potrebbe rappresentare uno strato cumulativo di toponimi, più che essere attribuito alla fase più antica d'insediamento.
I rapporti tra Slavi e Greci erano probabilmente pacifici, fatta eccezione per il (supposto) insediamento iniziale e le rivolte intermittenti. Essendo agricoltori, gli Slavi probabilmente commerciavano con i Greci nelle città. Inoltre, sicuramente gli Slavi non occuparono tutte le zone interne o eliminarono la popolazione greca; diversi villaggi greci continuarono a esistere nell'interno, probabilmente autogovernandosi, e forse pagando dei tributi agli Slavi. Alcuni villaggi avevano probabilmente una popolazione mista, e c'è la possibilità che un certo grado di ellenizzazione degli Slavi da parte dei Greci peloponnesiaci fosse già iniziata in questo periodo, prima che fosse completata dagli imperatori bizantini.
Quando i Bizantini non erano in guerra nei territori orientali, furono in grado di riaffermare lentamente il controllo imperiale. Ciò si compì mediante il sistema dei themata, assegnando alle province amministrative un corpo armato residente, sotto il controllo di uno stratego. Il sistema dei temi apparve inizialmente all'inizio del VII secolo, sotto l'imperatore Eraclio, e quando l'Impero Bizantino si riprese fu imposto in tutte le aree sotto il suo controllo. Il primo thema nella penisola balcanica fu creato in Tracia nel 680. Entro il 695 fu istituito un secondo thema, quello di Hellas (o Helladikoi), che comprendeva probabilmente la Grecia centrorientale. L'assorbimento degli Slavi, in questi themata, venne attuato semplicemente andando incontro alle aspirazioni delle loro élites, incentivandole ad entrare nell'amministrazione imperiale.
Passarono altri cent'anni perché fosse istituito un terzo thema. Nel 782-784, il generale Stauracio condusse una campagna da Tessalonica verso la Tessaglia e il Peloponneso. Prese come prigionieri molti slavi e li trasferì altrove, per lo più in Anatolia (questi slavi furono soprannominati Slavesiani). Tuttavia, non è noto se come risultato di questa campagna un qualche territorio sia stato restituito all'autorità imperiale, anche se è probabile che ciò sia avvenuto. In un qualche momento tra il 790 e l'802 fu creato il thema di Macedonia, con capoluogo Adrianopoli (quindi a est della Macedonia propriamente detta): La restaurazione iniziò seriamente e fu coronata da successo ai tempi di Niceforo I (802-811). nell'805, fu creato il thema del Peloponneso. Secondo la Cronaca di Monemvasia, nell'805 lo strategos bizantino del Peloponneso entrò in guerra con gli Slavi, li annientò, e permise agli abitanti originali di reclamare le loro proprietà; la città di Patrasso fu riconquistata e la regione fu ripopolata da Greci. Nel IX secolo continuarono a sorgere nuovi themata, sebbene molti di questi fossero piccoli e ricavati dai quelli originali, più grandi. Tra questi vi furono quelli di Tessalonica, Dirrachio, Strimone e Nicopoli. Da questi, la legislazione e la cultura bizantine si diffusero verso l'interno. Entro la fine del IX secolo, la maggior parte della Grecia era di nuovo ellenica culturalmente e amministrativamente, con l'eccezione di poche tribù slave tra i monti come i Melingoi e gli Ezeritai. Anche se sarebbero rimaste relativamente autonome fino ai tempi degli ottomani, tali tribù costituirono l'eccezione più che la regola.
Oltre alle spedizioni militari contro gli Slavi, il processo di riellenizzazione iniziato sotto Niceforo I coinvolse dei trasferimenti di popolazioni, spesso forzati. Molti slavi furono dislocati in altre parti dell'impero. come l'Anatolia, e costretti ad arruolarsi nell'esercito. In cambio, molti Greci della Sicilia e dell'Asia Minore furono portati nell'interno della Grecia, per aumentare il numero di difensori fedeli all'imperatore e diluire la concentrazione di Slavi. Persino dei non greci come gli Armeni furono trasferiti nella penisola balcanica. Quando ulteriori porzioni dei territori periferici dell'Impero Bizantino andarono perdute nei secoli successivi (ad esempio la Sicilia, l'Italia meridionale e l'Asia Minore, i loro abitanti di lingua greca spesso emigrarono in Grecia. Il fatto che la riellenizzazione della Grecia attraverso i trasferimenti di popolazioni e le attività culturali della Chiesa abbia avuto successo suggerisce che gli Slavi siano stati subissati dai Greci, numericamente molti di più. È dubbio che una così grande quantità di Greci sia stata trapiantata nella penisola ellenica nel IX secolo: è sicuramente plausibile che molti di loro siano rimasti nella loro terra, continuando a parlare la loro lingua, durante l'intero periodo dell'occupazione slava. Il successo della riellenizzazione suggerisce anche che il numero di Slavi in Grecia fosse di gran lunga minore rispetto a quello di coloro che s'insediarono nell'ex Jugoslavia e in Bulgaria. Ad esempio, la Bulgaria non poté essere riellenizzata quando l'amministrazione bizantina fu stabilita sui Bulgari nel 1018 per durare più di un secolo, fino al 1186.
I bizantini ripristinarono effettivamente il confine dell'impero a nord per ricomprendere tutta l'attuale Macedonia (dove sarebbe rimasto fino al 1018), sebbene dei villaggi slavi indipendenti fossero sopravvissuti. Supponendo che gli Slavi abbiano occupato tutta la parte interna della penisola balcanica, Costantinopoli fu tagliata fuori dalle città dalmate sotto il suo nominale controllo. Così la Dalmazia finì con avere legami più stretti con la penisola Italiana, grazie alla capacità di mantenere i contatti per via d'acqua (anche se pure questo fu messo in difficoltà da pirati slavi). Inoltre, Costantinopoli fu tagliata fuori da Roma, cosa che contribuì alla crescente separazione culturale e politica tra i due centri della cristianità europea.

## Tribù
- Tribù slave sul territorio della moderna Repubblica della Macedonia del Nord: Berziti, Drugubiti.
- Tribù slave sul territorio della moderna Grecia: Strymoniti, Sagudati, Drugubiti, Belegeziti, Baiounitai, Ezeritai, Rhynchinoi e Melingoi.
- Tribù slave sul territorio della moderna Serbia: Serbi, Moravci, Braničevci e Timočani.
- Tribù slave sul territorio della moderna Croazia: Croati, Guduscani e Narentani.
- Tribù slave sul territorio della moderna Bosnia ed Erzegovina: Zachumlioi.
- Tribù slave sul territorio della moderna Bulgaria: Sette tribù slave, Drugubiti, Strymoniti, Smolyani e Severiani.